# D. J. Hayden
Pour les articles homonymes, voir Hayden.
(en) Statistiques sur pro-football-reference
Derek Sherrard Hayden, Jr, plus communément appelé D. J. Hayden, né le 27 juin 1990 à Houston et mort le 11 novembre 2023 dans la même ville, est un joueur américain de football américain. Il joue avec les Jaguars de Jacksonville au poste de cornerback.

## Biographie

### Jeunesse
Hayden étudie à la Elkins High School de Missouri City, dans le Texas.

### Carrière universitaire
Il entre d'abord au Navarro College, un collège communautaire, en 2009, et commence à jouer avec l'équipe de football américain des Bulldogs.
En 2010, D. J. Hayden remporte le championnat national de la NJCAA avec Navarro. De plus, sur un plan personnel, il suscite l'intérêt de nombreuses universités. En effet, après la saison 2010, il est classé 41e au classement des meilleurs joueurs provenant de collèges communautaires par Rivals.com. Hayden choisit finalement d'intégrer l'université de Houston.
Pour sa première saison dans son nouvel établissement, Hayden réussit à s'imposer au niveau de la défense, dominant le classement des passes déviées. Il est nommé meilleur nouveau venu de la saison de la Conference USA. Cette saison voit les Cougars remporter treize matchs d'affilée, dont le TicketCity Bowl 2011, avant de s'incliner en finale de conférence.
Derek J. Hayden commence la saison 2012 comme titulaire. Le 8 septembre, contre les Bulldogs de Louisiana Tech il effectue dix plaquages. Quelques jours plus tard, face aux Miners d'UTEP, il réussit deux interceptions. Après la neuvième journée, lors d'un entraînement, il se déchire la veine cave inférieure lors d'un contact. Pris en charge rapidement par le corps médical, il parvient à survivre. Il ne dispute cependant pas les trois derniers matchs de la saison.

### Carrière professionnelle
D. J. Hayden est sélectionné au premier tour de la draft 2013 de la NFL par les Raiders d'Oakland au 12e rang. Il est le deuxième cornerback choisi lors de cette édition de la draft après Dee Milliner.
Il signe en août 2017 avec les Lions de Détroit pour un an. La saison suivante, il rejoint les Jaguars de Jacksonville sur un contrat de trois ans.

### ̥Mort
Il décède le 11 novembre 2023 dans un accident de voiture. Alors qu'il circule en tant que passager de la voiture, il est percuté par une autre voiture qui grille un feu rouge. L'accident provoque six morts.

## Palmarès
- Champion national NJCAA : 2010
- Classé 41e des 50 meilleurs joueurs provenant de collèges communautaires : 2010
- Meilleur nouveau venu de la Conférence USA : 2011
- Seconde équipe-type de la Conférence USA : 2011
- Première équipe de la Conférence USA : 2012